# Club della rivoluzione francese
Per club della rivoluzione francese si intendono quelle organizzazioni politiche, antenate degli odierni partiti, che guidarono le varie fasi della Rivoluzione del 1789.
Il nome tradizionale della maggior parte di essi deriva dal nome dei conventi di Parigi che erano stati requisiti dai rivoluzionari, dove solevano riunirsi e che curiosamente spesso riproducevano in chiave laica rivalità esistenti da secoli.
- Club dei Giacobini, inizialmente Club bretone, prendono il nome dal Couvent de jacobins, il convento di San Giacomo, dell'ordine domenicano, curiosamente grande rivale del convento dei Cordiglieri, dell'ordine francescano. Membri importanti:
  - Robespierre
  - Jacques Pierre Brissot (in seguito espulso e capo dei Girondini)
  - Jacques Louis David
  - Joseph Fouché
  - Gaspard Monge
  - Saint-Just

- Club dei Cordiglieri, prendono il nome dal convento di francescani, dell'Ordine dei Frati Minori Conventuali in francese Cordeliers. Il club fu fondato nel 1790 da Georges Danton e Camille Desmoulins. Alcuni di essi si avvicinarono al gruppo giacobino, divenendo gli Indulgenti, ma finirono condannati. Caratterizzato dall'estremismo rivoluzionario, soprattutto con Hébert, perse importanza dopo la condanna degli hébertisti, Cordiglieri estremisti con il supporto di alcuni Giacobini più radicali (1794). Membri importanti:
  - Pierre-Gaspard Chaumette
  - Marie-Joseph Chénier
  - Camille Desmoulins
  - Fabre d'Églantine
  - Hébert
  - Georges Jacques Danton
  - Jean-Paul Marat (fu anche membro dei Giacobini)

- Club dei foglianti, scissione del Club giacobino originario, unitosi alla Società del 1789, prendono il nome da un convento in Rue Saint-Honoré  appartenente, appunto ai Foglianti, un ramo dell'ordine religioso cistercense derivato dalla riforma attuata dall'abate di Feuillant, Jean de la Barrière. Coloro che volevano una Monarchia Costituzionale. Membri importanti:
  - La Fayette
  - Jean Sylvain Bailly
  - Antoine Barnave

- Club de Clichy  prende il nome da rue de Clichy, dove era il palazzo del notaio Desmolières. Dopo la caduta di Robespierre, il 9 termidoro (27 luglio 1794) e la fine del Terrore, l'opposizione monarchica si riorganizzò per club (seguendo l'esempio dell'assai noto Club dei Giacobini). Conservò il nome anche dopo che le riunioni vennero, assai presto, trasferite nel palazzo già appartenuto al Bertin, un antico controllore generale delle finanze di Luigi XV, morto in esilio, settantaduenne, nel 1792. Inaugurato da una ventina di deputati alla Convenzione, quasi tutti reduci dall'arresto ad opera del Tribunale rivoluzionario, principale attore del Terrore giacobino. Da questa circostanza derivò il costume, fra i membri del club, di salutarsi 'alla ghigliottina' (à la guillotine), ovvero piegando, con un colpo secco, la testa in avanti, mentre il resto del corpo restava ben eretto.

- Club bretone nucleo originario del più noto Club dei Giacobini.

- Società del 1789 (o Club del 1789) nucleo originario del Club dei foglianti, fuoriusciti dai giacobini. Membri importanti:
  - Mirabeau
  - La Fayette
  - Talleyrand
  - Condorcet
  - Sieyès

- Club del Panthéon erede del disciolto club dei Giacobini, con programma però più moderato, del 1795.

- Club del Maneggio club neogiacobino del 1799.

Oltre ai club, assimilabili ai nostri partiti con base popolare esistevano delle forme assimilabili ai nostri gruppi parlamentari
- Girondini erano un gruppo politico che, durante la rivoluzione francese, si riunì all'assemblea legislativa ed alla Convenzione Nazionale. Vennero chiamati così perché ne facevano parte molti deputati della Gironda. Erano per lo più membri della borghesia provinciale dei grandi porti costieri. Il loro confronto violento con il gruppo dei Montagnardi caratterizzò i primi mesi della Convenzione. Alla sua espulsione dai giacobini, Brissot, entrato nei Girondini, fondò un Club des Girondins dalla vita breve
- Montagnardi o Montagnards  erano gli appartenenti al gruppo più radicale e rivoluzionario, in netta contrapposizione con i Girondini (repubblicani federalisti), chiamati così perché occupavano i banchi posti più in alto nella Convenzione. Facevano parte di questo gruppo i seguaci di Robespierre (i cosiddetti giacobini), di Danton e di Marat, oltre a molti altri. Non ebbero mai la maggioranza, sempre contrastati dai girondini.
- Palude o marais e la Pianura o Plaine erano il nome dato al gruppo più moderato, ma il più numeroso (circa 400 deputati) della Convenzione nazionale durante il periodo della Rivoluzione francese. Essi non appartenevano né alla sinistra della Montagna, né alla destra Girondina, anche se con il sostegno ai primi e poi ai loro avversari determinarono gli eventi del 1793 (formazione del Comitato di salute pubblica) e del 1794 (colpo di stato del termidoro).
- Termidoriani: eterogenea sinistra moderata, autori del colpo di Stato del 9 termidoro e maggioritari nel periodo del Direttorio. Per un certo periodo si allearono con nostalgici monarchici (i cosiddetti moscardini), poi con i monarchici moderati di Clichy e con la Piana, ma occasionalmente anche con i neogiacobini.

All'estrema sinistra di questi club, spesso formati da sanculotti ed ex Cordiglieri, vi erano i cosiddetti Arrabbiati, che non avevano rappresentanti in Convenzione. 
Estranei al dibattito parlamentare vi erano anche i realisti intransigenti che non si riconoscevano nei Foglianti e nelle Assemblee elette in quanto contrari alla Costituzione e al Terzo stato: il Club des amis de la Constitution monarchique di Clermont Tonnerre e Malouet che cercava di far credere di non essere avverso alla Rivoluzione, mentre all'estrema destra si situavano i reazionari dichiarati, riuniti intorno all'abate Maury, e i loro bracci armati, come i Verdets (dai nastri col colore personale araldico del conte d'Artois), futuri ultrarealisti e attivi durante il Terrore bianco.